# Cirrospilus ornatus
Cirrospilus ornatus is een vliesvleugelig insect uit de familie Eulophidae. De wetenschappelijke naam is voor het eerst geldig gepubliceerd in 1975 door Mukerjee.